# Paraguay i olympiska sommarspelen 1988
Paraguay deltog i de olympiska sommarspelen 1988 med en trupp bestående av 10 deltagare, men ingen av landets deltagare erövrade någon medalj.

## Boxning
Flugvikt
- Sixto Vera
  1. Första omgången — Förlorade mot Bishnu Bahadur Singh (NEP), 0:5

## Friidrott
Herrarnas 3 000 meter hinder
- Ramón Lopez
  - Heat — 8:56,06
  - Semifinal — 8:52,62 (→ gick inte vidare)

Herrarnas diskuskastning
- Ramón Jiménez Gaona
  - Kval — 50,90m (→ gick inte vidare)

## Fäktning
Herrarnas florett
- Pedro Cornet

Herrarnas värja
- Alfredo Bogarín

## Tennis
Herrsingel
- Victor Caballero
  1. Första omgången – Förlorade mot Zeeshan Ali (Indien) 3-6, 2-6, 4-6
- Hugo Chapacu
  1. Första omgången – Förlorade mot Andrei Cherkasov (Sovjetunionen) 0-6, 0-6, 1-6

Herrdubbel
- Victor Caballero och Hugo Chapacu
  1. Första omgången – Förlorade mot Mark Gurr och Philip Tuckniss (Zimbabwe) 6-4 3-6 3-6 1-6